# Gladsaxevej Station
|  | Fremtidig bygning Denne artikel omhandler en bygning, der er under opførelse. Det er derfor muligt, at indholdet er af spekulativ natur, og ligeledes, at indholdet kan ændre sig markant efterhånden som flere oplysninger bliver tilgængelige. |

Gladsaxevej Station er en kommende letbanestation på Hovedstadens Letbane (Ring 3-letbanen) i Gladsaxe Kommune. Stationen kommer til at ligge på Gladsaxe Ringvej umiddelbart vest for krydset med Gladsaxevej ved linje 300S' nuværende stoppested. Den kommer til at ligge midt på vejen og kommer til at bestå af to spor med hver sin perron med adgang via fodgængerfeltet i krydset. Stationen forventes at åbne sammen med den anden del af letbanen mellem Rødovre Nord Station og Lundtofte Station i sommeren 2026.

## Stationsforplads
På stationsforpladsen vil Gladsaxe Kommune efter planen etablere cykelstativer, skraldespand, siddemulighed og belysning.